# Крък
Вижте пояснителната страница за други значения на Крък.
Крък (на хърватски: Krk; на италиански: Veglia; на латински: Curicta) е хърватски остров в Адриатическо море, в северната част на Далматинските острови. Той е най-големият остров в Адриатическо море.

## География
Площта на острова е 405,78 km², колкото (по официални данни от Централното бюро по статистика на Хърватия) е и на съседния о. Црес. Трудно е да се определи кой от тях е по-голям предвид удивително близките данни от измерванията на площта им, както и заради неточността при измерване, породена от изрязаната брегова линия, която при това постоянно сменя очертанията си. По някои данни Крък има площ около 408 km² и все пак е малко по-голям от Црес. Има триъгълна форма с дължина от север-северозапад на юг-югоизток 38 km и ширина до 21 km. Затваря от югоизток Риекския залив. На запад протока Кварнерич го отделя от остров Црес, а на изток Подгорския проток – от континента. На югозапад от него е разположен малкия остров Плавник, а на югоизток – остров Първич. Релефът на северозапад представлява хълмиста равнина, а на югоизток – ниски възвишения с максимална височина връх Обзова 568 m. Изграден е основно от варовици, мергели, пясъчници и флишеви скали, в които широко разпространение имат карстовите формина релефа. Климатът е средиземноморски. Отделни участъци са заети от вечнозелни храсти, борови и дъбови гори. Отглеждат се лозя, маслини и цитрусови култури.
Населението на острова е 17 860 души (2001). В най-тясната част на Подгорския проток е построен Кръкският мост (дълъг 1430 m), открит за експлоатация през 1980 г.  Островът е свързан чрез редовни фериботни линии с островите Црес (Валбиска – Мераг) и Раб (Башка – Лопар). На острова има летище, обслужващо също и разположения на материка град Риека. Най-големите селища са градовете Крък (5491 жители), Омишал (2998), Малинска Дубашница (2726), Пунат (1876), Добрин (1970), Башка (1554), Връбник (1245).